# Sefira
Sefira (hebr. l.poj. סְפִירָה, l.mn. סְפִירוֹת sefirot) – w kabale jedna z dziesięciu emanacji światła Ein Sof (które emanuaje z niego na ziemię, za ich pośrednictwem, a później powraca odbite od świata) będąca kolejnymi stopniami poznania nieskończonego i niepoznanego Boga przez skończone i ograniczone stworzenie. Wszystkie one są aspektami, mocami Boga, przejawianymi w stworzeniu, przez które dokonuje się Jego objawienie. Nie są to twory pośrednie pomiędzy Bogiem a światem, ale następujące po sobie i zachodzące na siebie stopnie przejawiania się boskości.  
Symboliczną strukturę ułożenia sefirot odzwierciedla Drzewo Boga (lub Drzewo Boskiej Mocy, ewentualnie Drzewo Życia), ale również obraz Człowieka. W metaforze Drzewa każda z sefirot symbolizuje jedną z gałęzi, Ein sof jest z kolei zarówno niepoznawalnym korzeniem, jak i "życiowym sokiem", który nieskończenie krążąc przez gałęzie ożywia je i cementuje ich jedność w obrazie niepoznawalnego Boga. 
Emanacja sefirot zachodzi w Bogu, jednak jednocześnie umożliwia Jego poznanie. Ein Sof uosabia się pod postacią dziesięciu atrybutów, jednak każdy z nich charakteryzuje się wewnętrznym zróżnicowaniem, można doszukać się w nich nieskończonej ilości wewnętrznych zróżnicowań. Według założeń Zoharu nauka o sefirot próbuje, poprzez opis ukrytego życia Boga, rozszyfrować Torę, będącą tekstem o znaczeniu symbolicznym, którego symbolikę należy rozkodować.  Boska moc przepełniająca nieustannie Drzewo jest tym, co sprawia, że ludzki świat jest w stanie trwać. 
Istnieje kilka koncepcji genezy sefirot. Być może są pozostałościami po dawnym hebrajskim systemie notacji cyfr, bowiem do niewoli babilońskiej Hebrajczycy nie używali w tym celu liter alfabetu. W ten sposób sefirot, wespół z literami, tworzyłyby pełny zbiór znaków, z których Bóg stworzył świat. Według innej hipotezy termin ten powstał w kręgu mistyki Merkawy, a jego pierwotny ezoteryczny sens pozostaje nieznany. Według koncpecji Zoharu niemal każde słowo z Żydowskiego kanonu biblijnego odpowiada symboliczie któremuś z tych aspektów. Pierwsza wzmianka o sefirach pojawia się w Sefer Jecira (jest tam mowa o sefirot belima – „sefirach bez niczego” lub inaczej sefirach nieskończonych, absskich emanacjiolutnych), nie wiadomo jednak, co w kontekście księgi termin ten miał oznaczać. Rozwój doktryny sefir, która jest podstawą kabały, datuje się na pierwszą poł. XII wieku. Opiera się ona na neoplatońskiej koncepcji Boga i teorii emanacji. Istnieje jednak wiele istotnych rozróżnień między koncepcją sefirot, a neoplatońskimi emanacjami Jedni. Sefirot żyją własnym życiem, istnieją w dynamicznym układzie ukazując dynamikę wewnętrznego życia Boga. Pomimo iż każda posiada idealne miejsce w hierarchii, sefirot posiadają zdolność do przemieszczania się. W szczególnych okolicznościach każda z nich może objawić się jako pierwsza, brakuje im więc statyczności neoplatońskich emanacji. 

## Sefiry w Drzewie Życia

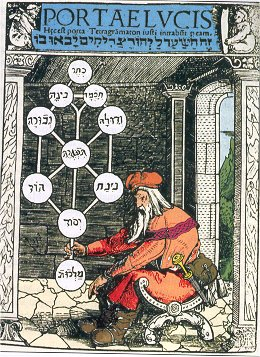
Kabalistyczne drzewo życia

10 sefir w kabalistycznym Drzewie Życia

Kabaliści każdej z 10 sefirot nadali nazwę i uznali, że razem tworzą one Drzewo Życia. W klasycznej postaci zawiera ono:
1. Keter Eljon (Najwyższa Korona Boga, hebr. כתר)
2. Chochma (Mądrość, hebr. חכמה)
3. Bina (Inteligencja Boga, hebr. בינה)
4. Chesed (Miłość, hebr. חסד)
5. Gewura (Srogość lub Moc, hebr. גבורה)
6. Tiferet lub Rachamim (Miłosierdzie, hebr. תפארת)
7. Necach (Stałość, hebr. נצח)
8. Hod (Majestat, hebr.הוד)
9. Jesod (Fundament, hebr. יסוד)
10. Malchut (Królestwo, hebr. מלכות)

Dziesięć sefirot to zestaw najchętniej używanych imion atrybutów Boga, które składają się razem na Jego wielkie Imię. Bywają wtedy nazywane Twarzami Króla, bądź Obliczem Boga.

## Kolumny Drzewa Życia
Drzewo Życia posiada trzy równoległe kolumny:
- prawą – męską, odpowiadającą zasadzie Chesed (łaski, miłości);
- lewą – żeńską, odpowiadającą zasadzie Din (sprawiedliwości, sądu);
- środkową, która jest ścieżką równowagi i harmonii, połączenia lewej i prawej linii, odpowiadającej zasadzie Tiferet (harmonia) zwana także Rachamim (miłosierdzie).

Symbolizują one drogę prowadzenia Wyższego Światła od Keter, który oznacza obecność Boga w świecie, do Malchut, będącą symbolem stworzenia, a z drugiej strony – symbolizują one kolejne etapy wzrostu duszy od Malchut (stanu zepsucia) do stanu Keter (stanu świętości). Drzewo Życia jest mistycznym organizmem, który odpowiada całości bytu. Według kabały kolejne sefiry stanowią kolejne stopnie wyższej boskiej emanacji i przesyłają je niżej za pomocą dwudziestu dwóch ścieżek spinających całe Drzewo. Najniższa z nich odbija blask i zawraca go z powrotem do sefirot Keter. Ten cykliczny proces emanowania światła i odbijania go do Ein Sof ukazuje dynamiczną naturę opisywanego zjawiska. Wyraża także jego paradoksalność - wewnętrzne życie Boga, które emanuje z Niego (pozostając w Nim), aby końcowo powrócić jako droga człowieka do zbawienia.
Czasami pojawia się jedenasta sefira – Daat (Wiedza, hebr. דעת) – jest ona niezależną emanacją, mediuje między Chochmą i Biną. Oznacza wejście sefir w wyższy stan (gadlut), nabycia przez nie rozumu (mochin), który pochodzi od sefirot Keter.